# ケラトニクス
ケラトニクス（学名：Ceratonykus、「角状の鉤爪」の意）は、後期白亜紀モンゴルに生息していたアルヴァレスサウルス科の恐竜の属。化石はバルンゴヨット層から産出しており、頭の骨を含む骨格一部が見つかっている。脳の形から、音を聞く力が優れていることがわかっている。体には羽毛が生え、短い前足の鉤爪が太く大きいのが特徴。股の骨が短く、足の甲の骨（中足骨）が長くなっており、長い後ろ足は砂漠を走るのに適していた。胸の筋肉が発達し、ものを引き裂いたり、掘り起こす力が強かった。
グレゴリー・ポールによれば推定全長は0.6メートル、推定体重は1キログラム。昆虫食とされ、主にシロアリなどを食べていたと考えられる。砂丘やオアシスの広がる半乾燥気候下に生息し、パキケファロサウルス科のティロケファレやバガケラトプス科のバガケラトプスと共存した。